# Sabine de Bavière
Sabine de Bavière-Munich (24 avril 1492 – 30 août 1564) a été duchesse consort de Wurtemberg par son mariage avec Ulrich VI de Wurtemberg.

## Biographie

### La famille
Sabine était la fille d'Albert IV de Bavière et de son épouse Cunégonde d'Autriche, fille de Frédéric III et de Aliénor de Portugal.

### La duchesse consort de Wurtemberg
Sabine a été promise à l'âge de six ans, pour des raisons stratégiques par son oncle, le roi Maximilien Ier, à Ulrich de Wurtemberg, à qui elle a été mariée 15 ans plus tard. Ce mariage a été malheureux à cause de la tendance d'Ulrich à la violence, de sorte que Sabine a finalement été contrainte de fuir de Wurtemberg sans ses deux enfants et de chercher refuge chez ses frères à Munich.
Quand en 1551 son fils Christophe de Wurtemberg a hérité du trône de Wurtemberg, Sabine a déménagé à Nürtingen, qui était alors sa résidence de veuve dans le Wurtemberg. Là, elle a pris la tête d'une petite cour et l'a transformé en un lieu de rencontre pour le protestantisme à Wurtemberg.
Avec Ulrich de Wurtemberg, elle a eu deux enfants: 
- Christophe de Wurtemberg, duc de Wurtemberg (12 mai 1515 – 28 décembre 1568)
- Anne (30 janvier 1513 – 29 juin 1530).

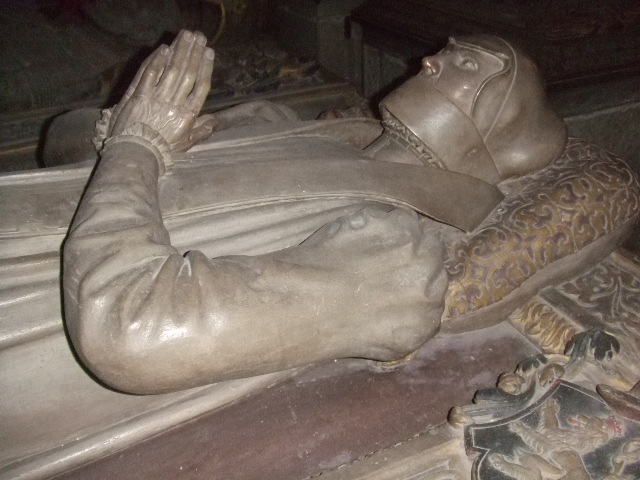
Tombe de Sabine de Bavière en la collégiale Saint-Georges de Tübingen
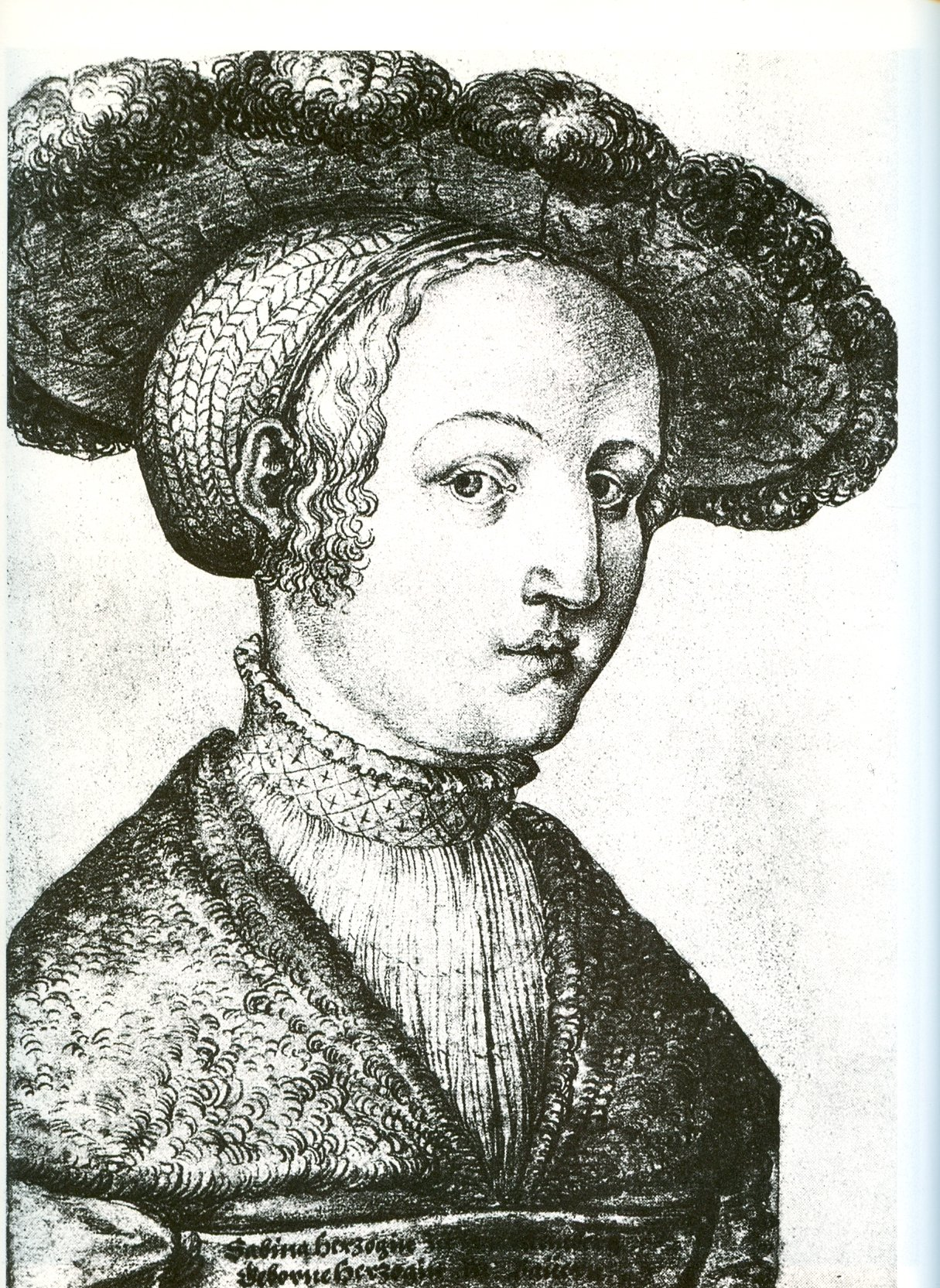
Portrait de Sabine de Bavière (vers 1530)